# Fritz Tauscher
Fritz Tauscher (ur. 20 maja 1903 w Planitz, zm. 1965 w Hamburgu) – niemiecki policjant, uczestnik akcji T4, członek personelu obozu zagłady w Bełżcu, komendant obozu pracy w Budzyniu.

## Życiorys
Urodził się w wiosce Planitz nieopodal Zwickau. Z zawodu był policjantem. Był także członkiem NSDAP i SS. Po wybuchu II wojny światowej został przydzielony do personelu akcji T4, czyli tajnego programu eksterminacji osób psychicznie chorych i niepełnosprawnych umysłowo. Był szefem biura rejestrów w „ośrodku eutanazji” na Zamku Sonnenstein nieopodal Pirny. Później służył także w ośrodkach w Brandenburgu i Hartheim.
Podobnie jak wielu innych weteranów akcji T4 został przeniesiony do okupowanej Polski, aby wziąć udział w eksterminacji Żydów. Pod koniec października 1942 roku rozpoczął służbę w obozie zagłady w Bełżcu. W połowie grudnia tegoż roku obóz zaprzestał jednak przyjmowania transportów, a jego załodze powierzono zadanie wydobycia i spalenia blisko 450 tys. zwłok, które pogrzebano na terenie obozu. Kierowanie tą akcją powierzono Tauscherowi, być może ze względu na fakt, iż uprzednio w obozie szkoleniowym SS w Trawnikach udzielał instrukcji w zakresie kremacji zwłok. Wiosną 1943 roku, gdy wszystkie masowe groby zostały opróżnione, Tauscher kierował pracami związanymi z likwidacją obozu i zacieraniem śladów po jego istnieniu.
Według niektórych świadków po ostatecznej likwidacji Bełżca został przeniesiony do obozu pracy dla Żydów w Dorohuczy i pełnił tam funkcję komendanta. Później przez pewien czas był komendantem obozu pracy w Budzyniu. Następnie wraz z większością weteranów akcji „Reinhardt” został przeniesiony do Einsatz R operującej na wybrzeżu Adriatyku.
Po kapitulacji III Rzeszy zamieszkał w Niemczech Zachodnich. Został zatrzymany w ramach śledztwa prowadzonego przeciw uczestnikom akcji „Reinhardt”. W 1965 roku, zanim postawiono go w stan oskarżenia, popełnił samobójstwo w więzieniu w Hamburgu.